# Darekoppa, Sringeri
Darekoppa là một làng thuộc tehsil Sringeri, huyện Chikmagalur, bang Karnataka, Ấn Độ.